# Großbadegast
Großbadegast este o comună din landul Saxonia-Anhalt, Germania.